# Hulladékgazdálkodás

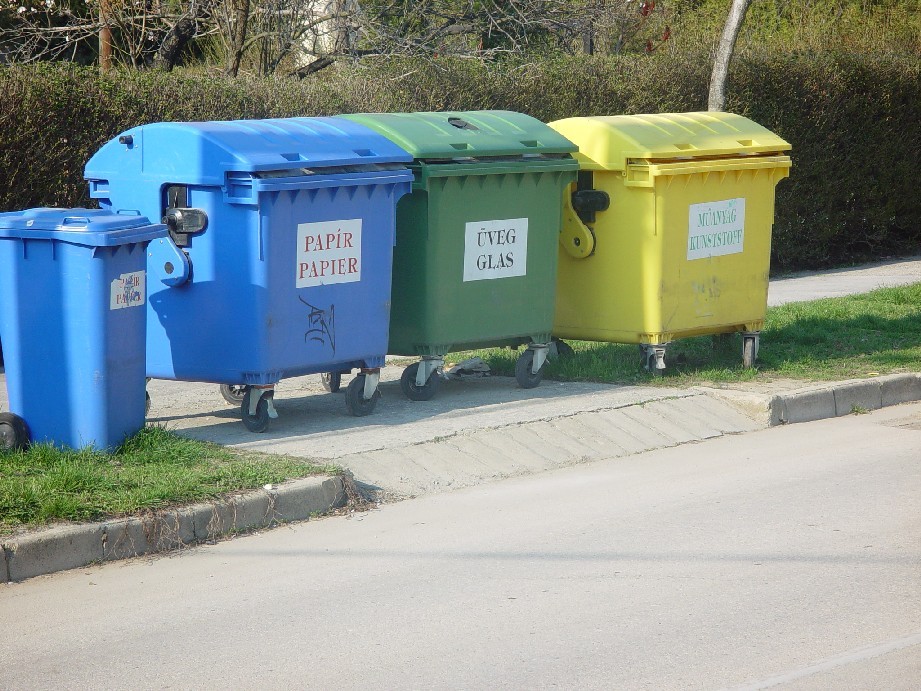
Hulladékgyűjtés

A hulladék keletkezése emberi tevékenység eredménye, és mint ilyen a keletkező probléma megoldása vagy legalábbis kezelése szintén csak emberi tevékenység lévén valósítható meg.
A hulladékkal összefüggő tevékenységek rendszerét, beleértve a hulladék keletkezésének megelőzését, mennyiségének és veszélyességének csökkentését, kezelését, ezek tervezését és ellenőrzését, a kezelő berendezések és létesítmények üzemeltetését, bezárását utógondozását, a működés felhagyását követő vizsgálatokat, valamint az ezekhez kapcsolódó szaktanácsadást és oktatást együttesen hulladékgazdálkodásnak nevezzük.

## A hulladékgazdálkodás általános elvei
A hulladékgazdálkodás során egy általános hierarchiát érdemes követni, mely első körben a hulladék megelőzésére összpontosít, amit az újrahasználat, az újrahasznosítás, a hasznosítás végül pedig az ártalmatlanítás követ. Fontos kérdésnek számít az is, hogy a hulladék elégetése és az ezzel nyert energia a hulladék hasznosításának számít-e? E kérdés azért fontos, mert így sok esetben olyan anyagok is égetés áldozatává válhatnak, melyek egyébként még nyersanyagként hasznosíthatóak lennének.
A hulladékgazdálkodási célok elérése érdekében a következő alapelveket kell érvényesíteni:
- a megelőzés ezen belül az integrált szennyezés megelőzés elve alapján legkisebb mértékűre kell szorítani a képződő hulladék mennyiségét és veszélyességét (veszélyes hulladékok), a környezetterhelés csökkentése érdekében, ez azt is jelenti, hogy úgy kell megoldani ezen problémát, hogy  ne okozzon további környezeti kárt.
- az elővigyázatosság elve alapján a veszélyes, illetőleg a kockázat valós mértékének ismerete hiányában úgy kell eljárni, mintha azok a lehető legnagyobbak lennének, vagyis a lehető legkedvezőtlenebb esetet kell figyelembe venni.
- a gyártói felelősség elve alapján a termék előállítója felelős a termék és a technológia jellemzőinek a hulladékgazdálkodás követelményei szempontjából kedvező megválasztásért, beleértve a felhasznált alapanyagok megválasztását, a termék külső behatásokkal szembeni ellenálló képességét, a termék élettartamát és újrafelhasználhatóságát. A termék előállításából és felhasználásából származó, illetve a termékből keletkező hulladék hasznosításának és ártalmatlanításának megtervezését, valamint a kezelés költségeihez történő hozzájárulást is. Erre vonatkozó szabványok is születtek: életciklusköltség-számítás (Life Cycle Cost, EN ISO 14040-14044) valamint életciklus elemzés (LCA). Többféle szoftver és akkreditált intézmény is létezik erre hazánkban.
- a megosztott felelősség elve, a gyártói felelősség alapján fennálló kötelezettségek teljesítésében a termék és az abból származó hulladék teljes életciklusában érintett szereplőknek együtt kell működniük.
- az elvárható felelős gondosság elve alapján a hulladék mindenkori birtokosa köteles a lehetőségeinek megfelelően mindent megtenni annak érdekében, hogy a hulladék környezetet terhelő hatása a legkisebb mértékű legyen, vagyis ne okozzon kárt a gyűjtés , hasznosítás, ártalmatlanítás során.
- az elérhető legjobb eljárás elve alapján törekedni kell az adott műszaki és gazdasági körülmények között megvalósítható leghatékonyabb megoldásra, azaz a lehető legkisebb környezet-igénybevételével járó anyag és energiatakarékos technológiák alkalmazására.
- a szennyező fizet elv alapján a hulladék termelője birtokosa vagy hulladékká vált termék gyártója köteles, a tevékenysége során okozott károk, szennyezés elkerüléséért teendő intézkedések teljes költségét viselni.
- a közelség elve alapján a hulladék hasznosítására, ártalmatlanítására a legközelebbi, arra alkalmas létesítményben kerülhet sor.
- a regionalitás elve alapján a hulladékkezelő létesítmények kialakításánál a fejlesztési, gazdaságossági és környezetbiztonsági szempontoknak, valamint a kezelési igényeknek megfelelő területi gyűjtőkörű létesítmények hálózatának létrehozására kell törekedni.
- az önellátás elve alapján a képződő hulladékok teljes körű ártalmatlanítására kell törekedni, ennek megfelelő ártalmatlanító hálózatot célszerű kialakítani és üzemeltetni.
- a fokozatosság elve alapján a hulladékgazdálkodási célokat ütemezett tervezéssel, egymásra épülő lépésekben, az érintettek lehetőségeinek és teherviselő képességének figyelembevételével kell elérni.
- a példamutatás elve alapján az állami és helyi önkormányzati szervek a munkájukban érvényesítik a törvény céljait és elveit.
- a költséghatékonyság elve alapján a hulladékkezelés szabályainak kialakítása, a hulladékgazdálkodás szervezése során érvényesíteni kell, hogy a gazdálkodók, fogyasztók által viselendő költségek a lehető legnagyobb környezeti eredménnyel járjanak.

## A hulladékgazdálkodás elemei
A hulladékgazdálkodás gyakorlati megvalósítása során a következő lehetőségek vannak:
- a hulladékok keletkezésének megelőzése, a keletkezett hulladékok veszélyességének csökkentése,
- a hulladékok fajtánkénti gyűjtése és hasznosítása,
- a nem hasznosítható hulladékok megfelelő módon történő ártalmatlanítása.

## A hulladék keletkezésének megelőzése, a hulladék mennyiségének csökkentési lehetőségei azEurópai Unióútmutatása alapján
Megelőzés 
- tiszta technológiák
- tiszta termelés
- csomagolóanyagok visszaszorítása

Hasznosítás
- szelektív hulladékgyűjtés
- hasznosító technológiák kifejlesztése

- A hulladék hasznosításával előállított termékek piacának megteremtése

A lerakásra kerülő hulladékok csökkentése:
- a hulladék hasznosíthatóvá tétele fizikai, kémiai, biológiai eljárásokkal
- a lerakásra kerülő hulladék csökkentése fizikai, kémiai, biológiai eljárásokkal
- hulladék előválogatása gépi eljárásokkal

## Hulladékgazdálkodás szervezetei
- Országos Hulladékgazdálkodási Terv (OHT)

(területi hulladékgazdálkodási terv)
- Országos Megelőzési Program (OMP)

(területi megelőzési program)
- Országos Gyűjtési és Hasznosítási Terv (OGyHT)
- Országos Hulladékgazdálkodási Közszolgáltatási Terv (OHKT)

A 322/2014 (XII. 13.) Kormányrendelet értelmében Országos Környezetvédelmi és Természetvédelmi Főfelügyelőség keretein belül létrehozott Nemzeti Hulladékgazdálkodási Igazgatóság (NHI) végzi a hazai állami hulladékgazdálkodást.

## Gyakorlati megvalósítás
A hulladékgazdálkodás egyik legjelentősebb része az újrahasznosítás, ami a nyersanyagigény csökkentését, a hulladék csökkentést, és a környezetszennyezés csökkentését is eredményezi. Néhány megvalósult esetet mutat be a következő felsorolás.
Hulladéklerakó depóniagáz hasznosítása:
A Debrecenben már két depóniagáz erőmű készült, az egyik 500 kilowatt névleges teljesítményű kiserőmű évente 15 ezer tonna szén-dioxiddal egyenértékű üvegházhatású gázt semlegesít azzal, hogy átalakítja villamos energiává. A hulladéklerakó szerves anyag tartalmából biogáz, éghető anyagokat tartalmazó gáz fejlődik. 
Üveghulladék hasznosítása:
A Daniella Ipari Park Kft. a környezetszennyező hulladéküvegből exportképes, ipari célokra és építkezési alapanyagként használható hőszigetelő üveghab-granulátumot állít elő. Az üveggyártás során készített termékek újrafelhasználása jelentős energiamegtakarítást jelent, mert a szilárd alapanyagok megolvasztása nagyon energiaigényes. A hulladék üveghabként való újrahasznosítása többféle minőségű, színű, formájú kiinduló anyagból történhet.
Műanyag újrahasznosítás:
Napjainkban a műanyag az egyik olyan szerves anyag, ami hosszú idő alatt bomlik le, és nagy mennyiségben gyártják. A műanyag cikkek mennyisége fokozatosan növekszik. Ezzel párhuzamosan a műanyag újrahasznosítás fontos volna, hogy kevesebb új alapanyagra legyen szükség, másrészt a lerakók, tengerek szennyezése, terhelése csökkenjen. Az Öcko-Pack kft pl. műanyag termékeket állít elő műanyag hulladékból: pl. könnyűbeton, vödör, lavór, kábelvédő csatorna, fekvő rendőr, vízzáró fólia, műanyag padlólapok, és egyéb.
Papír újrahasznosítás:
A papír a környezetvédelemben gyakran említett termék, mert előállításához nagyrészt fa alapanyagot használnak. A fák megkímélésével a levegő tisztaság növekszik. Több cég gyárt újrahasznosított papír termékeket, melyet külön megjelölnek, az internetes kereskedelmi oldalakon külön menüpontban, vagy a keresővel megtalálhatók. Külön papír feldolgozó cégek gyűjtik, és az új terméket külön ikonnal (pl. fa) jelölik. A leggyakoribb termékek újrahasznosított papírból: A4 irodai papír, levélpapír, boríték, ékszerek. 

## Külső hivatkozások
- Hulladék.lap.hu
- Szelektív hulladékgyűjtés
- ZÖLD PORTÁL: Hulladékhierarchia, újrahasznosítás!
- Műanyag felvásárlás Archiválva 2021. június 2-i dátummal a Wayback Machine-ben
- Optikai válogatómű épül a somi hulladéklerakón